# Thesium fastigiatum
Thesium fastigiatum är en sandelträdsväxtart som beskrevs av Arthur William Hill. Thesium fastigiatum ingår i släktet spindelörter, och familjen sandelträdsväxter. Inga underarter finns listade i Catalogue of Life.